# 沃格勒峰
77°38′S 162°12′E / 77.633°S 162.200°E
沃格勒峰（Vogler Peak），是南極洲的山峰，位於維多利亞地，處於歐文山西南面0.75英里，屬於阿斯加德山脈的一部分，海拔高度2,050米，現時由南極條約體系管理。